# Viguiera hidalgoana
Viguiera hidalgoana là một loài thực vật có hoa trong họ Cúc. Loài này được E.E.Schill. & Panero miêu tả khoa học đầu tiên năm 1990.